# Таиф
Таиф (арап. ‏الطائف) је град у Саудијској Арабији у провинцији Мека. Према процени из 2004. у граду је живело 521.273 становника.
Налази се на надморској висини од око 1700 метара на падинама планине Ал-Сарават. Град је пољопривредни центар области, и познат је по производњи грожђа и меда.
Сваке године, током летњих месеци, влада Саудијске Арабије сели из главног града Ријада у Таиф, првенствено због свежије климе овог подручја (с обзиром на велике врућине у осталим деловима земље).

## Становништво
Према попису, у граду је 2004. живело 521.273 становника.
| 1974.   | 1992.   | 2004.   |
| ------- | ------- | ------- |
| 204.857 | 416.121 | 521.273 |